# 自由ほんぽーおしゃべり本舗
自由ほんぽーおしゃべり本舗（じゆうほんぽーおしゃべりほんぽ）は、山陰放送（BSS）で放送されていたラジオ番組。
2000年4月3日放送開始。月曜日～木曜日の12:45～15:55に放送されていた。以前は16:00まで放送されていたが、BSSニュースを放送するため、5分短縮となった。2006年3月31日までは金曜日も放送していた。通称、おしゃ本、或いはおしゃほん等。2016年3月24日に放送終了し、「午後はドキドキ!」・「スマイル金曜日」にそれぞれ引き継がれた。

## パーソナリティー
太字は山陰放送アナウンサー
担当パーソナリティの名前の頭2文字をとって、木曜日のコンビを「かずべる」、水曜日のコンビを「みずべる」、火曜日のコンビを「もりべる」などと呼ばれていた。

### 最終回時点
2015年10月1日～2016年3月24日
- 高木啓一（タレント）（2012年～2016年3月の月曜日）
- 田中亜矢（2012年～2016年3月の月曜日、2009年4月7日～2009年9月29日の火曜日、2011年10月6日～2012年3月29日の木曜日）
- べるを（タレント）（火曜日～木曜日、2000年4月3日～2002年3月26日は月曜日と火曜日、2002年4月1日～2003年9月26日は月曜日～金曜日、2003年9月29日～2005年3月31日は月曜日～木曜日、2005年4月4日～2010年3月31日は月曜日～水曜日担当）
- 森谷佳奈（2015年9月29日～2016年3月22日の火曜日）
- 中岡みずえ（タレント）（2009年4月8日～2016年3月の水曜日、2000年4月5日～2002年3月29日と2003年4月2日～2003年9月26日は水曜日～金曜日、2003年10月1日～2009年4月2日は水曜日と木曜日担当）
- 谷口和美（BSS企画）（2014年～2016年3月の木曜日、2005年4月5日～2006年3月28日は火曜日、2006年4月3日～2008年3月25日は月曜日と火曜日、2008年3月31日～2009年9月28日は月曜日担当、2009年10月5日～2012年3月27日は月曜日・火曜日担当、2012年4月3日〜2014年9月25日は火曜日・木曜日担当）

### 過去
| 期間      | 期間      | 男性     | 男性   | 男性     | 男性     | 男性         | 女性       | 女性     | 女性       | 女性       | 女性         |
| 期間      | 期間      | 月曜日   | 火曜日 | 水曜日   | 木曜日   | 金曜日       | 月曜日     | 火曜日   | 水曜日     | 木曜日     | 金曜日       |
| --------- | --------- | -------- | ------ | -------- | -------- | ------------ | ---------- | -------- | ---------- | ---------- | ------------ |
| 2000.4.3  | 2002.3.29 | べるを   | べるを | 角谷敏朗 | 角谷敏朗 | 角谷敏朗     | 和田季子   | 和田季子 | 中岡みずえ | 中岡みずえ | 中岡みずえ   |
| 2002.4.1  | 2003.3.28 | べるを   | べるを | べるを   | べるを   | べるを       | 和田季子   | 和田季子 | 和田季子   | 和田季子   | 木野村尚子   |
| 2003.3.31 | 2003.9.26 | べるを   | べるを | べるを   | べるを   | べるを       | 和田季子   | 和田季子 | 中岡みずえ | 中岡みずえ | 中岡みずえ   |
| 2003.9.29 | 2004.9.24 | べるを   | べるを | べるを   | べるを   | 山根伸志     | 和田季子   | 和田季子 | 中岡みずえ | 中岡みずえ | 舟木加奈子   |
| 2004.9.27 | 2005.4.1  | べるを   | べるを | べるを   | べるを   | 山根伸志     | 和田季子   | 和田季子 | 中岡みずえ | 中岡みずえ | （不在）     |
| 2005.4.4  | 2006.3.31 | べるを   | べるを | べるを   | 山根伸志 | 宇田川修一   | 木野村尚子 | 谷口和美 | 中岡みずえ | 中岡みずえ | 松浦美代     |
| 2006.4.3  | 2008.3.27 | べるを   | べるを | べるを   | 植田英樹 | （放送なし） | 谷口和美   | 谷口和美 | 中岡みずえ | 中岡みずえ | （放送なし） |
| 2008.3.31 | 2009.4.2  | べるを   | べるを | べるを   | 植田英樹 | （放送なし） | 谷口和美   | 丸山聡美 | 中岡みずえ | 中岡みずえ | （放送なし） |
| 2009.4.6  | 2009.10.1 | べるを   | べるを | べるを   | 植田英樹 | （放送なし） | 谷口和美   | 田中亜矢 | 中岡みずえ | 丸山聡美   | （放送なし） |
| 2009.10.5 | 2010.4.1  | べるを   | べるを | べるを   | 植田英樹 | （放送なし） | 谷口和美   | 谷口和美 | 中岡みずえ | 丸山聡美   | （放送なし） |
| 2010.4.5  | 2011.3.31 | （不在） | べるを | べるを   | べるを   | （放送なし） | 谷口和美   | 谷口和美 | 中岡みずえ | 丸山聡美   | （放送なし） |
| 2011.4.4  | 2011.9.29 | 村尾武   | べるを | べるを   | べるを   | （放送なし） | 谷口和美   | 谷口和美 | 中岡みずえ | 丸山聡美   | （放送なし） |
| 2011.10.3 | 2012.3.29 | 村尾武   | べるを | べるを   | べるを   | （放送なし） | 谷口和美   | 谷口和美 | 中岡みずえ | 田中亜矢   | （放送なし） |
| 2012.4.2  | 2014.9.25 | 高木啓一 | べるを | べるを   | べるを   | （放送なし） | 田中亜矢   | 谷口和美 | 中岡みずえ | 谷口和美   | （放送なし） |
| 2014.9.29 | 2015.9.24 | 高木啓一 | べるを | べるを   | べるを   | （放送なし） | 田中亜矢   | 平川彩佳 | 中岡みずえ | 谷口和美   | （放送なし） |
| 2015.9.28 | 2016.3.24 | 高木啓一 | べるを | べるを   | べるを   | （放送なし） | 田中亜矢   | 森谷佳奈 | 中岡みずえ | 谷口和美   | （放送なし） |

## タイムテーブル
- おしゃ本川柳
- まわれ!!ドーナツ盤
- こんにちは山陽さん(火・木曜日)
- 情報マップなんとなんと
- 駐在さんこんにちは(木曜日)
- ティータイムスポット
- 運命のカード　ハイ＆ロー・スーパー
- ニュース
- 天気予報
- 嗚呼懐かしき我が校歌（水曜日）
- フジキのやっぱうちの子のもんだわ!（水曜日）
- 県警交通情報（月曜日・水曜日）

## 特徴
- 以前は曜日ごとに番組ジングルが異なっていたが、2008年4月に統一ジングルになった。
- 高校野球の鳥取大会予選の中継が行われる場合は休止となる。また、前者が中止になっても特別番組が放送される場合がある時は番組が休止されることがある。
- 競馬、競艇の中継がある場合は短縮となる。